# Leptoklid
Leptocleidus (z gr. „wąski obojczyk”) – nazwa rodzajowa plezjozaura, żyjącego we wczesnej kredzie.
Cechą charakterystyczną leptoklidów było posiadanie dużych obojczyków i kości międzyobojczykowych (te ostatnie były poprzecznie wydłużone) oraz małych łopatek. Cechy te znajdowane są także u wczesnojurajskiego romaleozaura oraz przedstawicieli rodziny Policotylidae z późnej kredy.
Długość ciała leptoklida wynosiła około 3 metrów (z wyjątkiem gatunku typowego Leptocleidus superstes, mierzącego zaledwie 1,5 metra). Trójkątna czaszka zwierzęcia posiadała pojedynczy grzebień ciągnący się za nozdrzami. Górna szczęka zaopatrzona była w 42 zęby, a żuchwa w około 70 zębów. W odróżnieniu od żeber szyjnych pliozaurów, te występujące u leptoklidów zaopatrzone były w pojedyncze głowy, a kręgi szyjne (w liczbie 13–24) posiadały głębokie wgłębienia.
Znane są następujące gatunki zwierzęcia:
- Leptocleidus superstes, odkryty na terenie hrabstwa Sussex oraz wyspy Wight (co czyni go jedynym plezjozaurem odkrytym na terenie wyspy). Żył podczas barremu (około 130-125 milionów lat temu).
- Leptocleidus capensis, odkryty w Kraju Przylądkowym w Południowej Afryce. Żył podczas walanżynu (około 140-136 milionów lat temu).
- Leptocleidus clemai, odkryty w zachodniej Australii. Żył podczas hoterywu i barremu (około 136-125 milionów lat temu). Znany jest z takich elementów szkieletu, jak prawa kość udowa oraz elementy lewej, fragment kości piszczelowej, obie kości łokciowe, prawa kość promieniowa fragmenty miednicy, fragmenty żuchwy (bez zębów), około 45 kręgów, oraz z innych fragmentów szkieletu, w tym być może należących do łopatki.

Z analiz kladystycznych przeprowadzonych przez Keara i Barretta (2011) wynika jednak, że nie można jednoznacznie stwierdzić, czy L. superstes rzeczywiście jest bliżej spokrewniony z gatunkami L. capensis i L. clemai niż z plezjozaurami zaliczanymi do innych rodzajów; konieczne może się okazać przeniesienie dwóch ostatnich gatunków do odrębnych rodzajów.
Pozycja filogenetyczna Leptocleidus w obrębie plezjozaurów jest niepewna. Z większości analiz kladystycznych wynika jego przynależność do kladu Pliosauroidea; z analizy Ketchum i Bensona (2010) wynika jednak jego przynależność do Plesiosauroidea. Z niektórych analiz kladystycznych wynika przynależność Leptocleidus do rodziny Rhomaleosauridae, co czyniłoby go jednym z ostatnich przedstawicieli swojej rodziny. Inne analizy sugerują jednak, że należy on odrębnej rodziny Leptocleididae blisko spokrewnionej z późnokredową rodziną Polycotylidae i może być bazalnym przedstawicielem linii ewolucyjnej prowadzącej do Polycotylidae.
Szczątki leptoklida pochodzą z warstw, które są ubogie w szczątki plezjozaurów. Interesujący wydaje się fakt, że szczątki leptoklidów znajdowane były w formacjach słodkowodnych. Badacze, tacy jak Cruickshank, sugerują, że zwierzęta te zasiedliły tereny słodkowodne i okolice ujść rzek, nie wytrzymując współzawodnictwa z pliozaurami w środowiskach morskich.